# Виллер-ле-Нанси
Вилле́р-ле-Нанси́ (фр. Villers-lès-Nancy) — коммуна во французском департаменте Мёрт и Мозель, региона Лотарингия. Относится к кантону Лаксу.

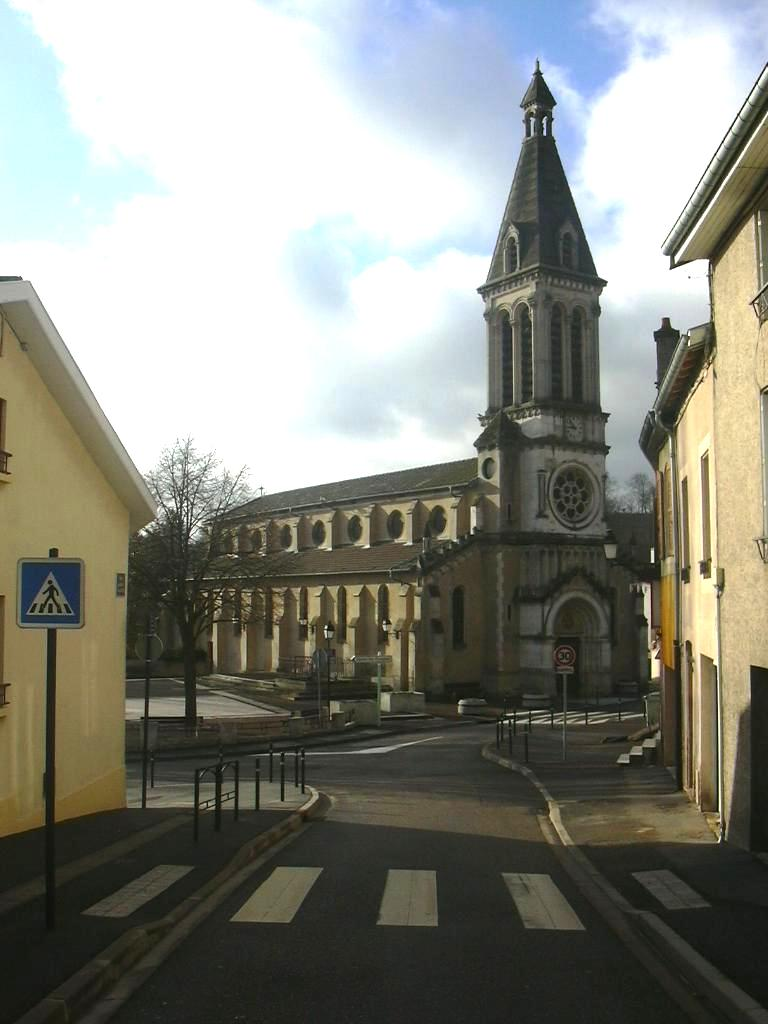
Вилле-ле-Нанси. Церковь Сен-Фиакр.

## География
Виллер-ле-Нанси является юго-западным пригородом Нанси и тянется от Нанси до плато Аи и крупного лесного массива лес Аи. Город включает 3 квартала: Пласьё-Мэри, Ботаник-Виллаж и Клэрльё. Ботаник-Виллаж назван так по ботаническому саду Монте. Соседние города: Лаксу, Нанси и Вандёвр-ле-Нанси.

## Демография
Население коммуны на 2010 год составляло 14 341 человек.
| 1962 | 1968 | 1975   | 1982   | 1990   | 1999   | 2010   |
| ---- | ---- | ------ | ------ | ------ | ------ | ------ |
| 5956 | 7811 | 14 084 | 16 120 | 16 515 | 15 684 | 14 341 |